# Smile Air
A Smile Air foi uma companhia aérea ganense planejada com base no Aeroporto Internacional de Kotoka, em Acra. Ela planejava usar as aeronaves Xian MA600 e MA700 para voar para destinos na África Ocidental e Central. A companhia aérea não conseguiu obter a certificação e as licenças da Autoridade de Aviação Civil de Gana.

## História
A Smile Air planejou inicialmente operar voos de longo curso para cidades na Ásia, Europa e Oriente Médio usando aeronaves Boeing 747. Dois ex-Boeing 747 da Mahan Air foram alugados de uma empresa de capital privado dos Emirados Árabes Unidos e repintados com as cores da Smile Air. No entanto, a Smile Air abandonou esses planos em novembro de 2015, ao invés disso, decidiu se concentrar em voos regionais usando aeronaves menores.
Em dezembro de 2015, a companhia aérea fez um pedido provisório de 68 aeronaves Xian MA600 e MA700, com custo superior a US $ 1,2 bilhão.
O diretor fundador dos Emirados Árabes Unidos, Andrew Fuller, demitiu-se da Smile Air em 24 de abril de 2017.
Em dezembro de 2019, a Smile Air ainda estava em processo de certificação do GCAA, um processo que começou em 2014.

## Destinos
A Smile Air planejava voar para cidades na África Ocidental e Central.

## Frota
A Smile Air planejou em operar 68 aeronaves Xian MA600 e MA700. As aeronaves foram planejadas para serem entregues entre 2016 e 2021 a uma taxa de 10 a 12 aeronaves por ano, embora nenhuma entrega realmente tenha ocorrido.
| Aeronaves               | Em Serviço | Ordens | Notas |
| ----------------------- | ---------- | ------ | ----- |
| Xian MA600 e Xian MA700 | 0          | 68     |       |
| Total                   | 0          | 68     |       |